# Cadeby (Leicestershire)
Cadeby is een civil parish in het Engelse graafschap Leicestershire.